# Nazionale maschile under 19 di football americano della Danimarca
La Nazionale di football americano Under-19 della Danimarca è la selezione maschile di football americano della DAFF, che rappresenta la Danimarca nelle varie competizioni ufficiali o amichevoli riservate a squadre nazionali Under-19.

## Risultati
Legenda: Grassetto: Risultato migliore, Corsivo: Mancate partecipazioni

## Dettaglio stagioni

### Tornei

#### Campionato europeo

##### Europeo ante 2022/Europeo A

###### Fase finale
| Stagione | regular season | regular season | regular season | regular season | regular season | regular season | playoff | playoff | playoff | playoff | playoff | playoff           | playoff    |
|          | Vin            | Par            | Per            | Tot            | PF             | PS             | Vin     | Per     | Tot     | PF      | PS      | risultato         | avversaria |
| -------- | -------------- | -------------- | -------------- | -------------- | -------------- | -------------- | ------- | ------- | ------- | ------- | ------- | ----------------- | ---------- |
| 1994     | 0              | 0              | 3              | 3              | 21             | 114            | ?       | ?       | 1       | ?       | ?       | Nono/decimo posto | Svizzera   |
| 2004     | 0              | 0              | 3              | 3              | 10             | 81             | 0       | 1       | 1       | 7       | 10      | Sesto posto       | Svezia     |
| 2006     | 1              | 0              | 2              | 3              | 61             | 89             | 0       | 1       | 1       | 0       | 28      | Sesto posto       | Russia     |
| 2008     | 1              | 0              | 2              | 3              | 67             | 61             | 0       | 1       | 1       | 14      | 28      | Quarto posto      | Francia    |
| 2011     | 0              | 0              | 2              | 2              | 23             | 33             | 1       | 0       | 1       | 39      | 21      | Quinto posto      | Spagna     |
| 2013     | -              | -              | -              | -              | -              | -              | 0       | 2       | 2       | 45      | 81      | Quarto posto      | Germania   |
| 2015     | -              | -              | -              | -              | -              | -              | 1       | 1       | 2       | 20      | 41      | Terzo posto       | Francia    |
| 2017     | 1              | 0              | 1              | 2              | 49             | 50             | -       | -       | -       | -       | -       | Secondo posto     | Svezia     |
| 2019     | -              | -              | -              | -              | -              | -              | 1       | 2       | 3       | 38      | 93      | Quarto posto      | Francia    |
| 2022     | -              | -              | -              | -              | -              | -              | 1       | 1       | 2       | 10      | 23      | Terzo posto       | Francia    |
| 2023     | -              | -              | -              | -              | -              | -              | 0       | 2       | 2       | 39      | 59      | Quarto posto      | Finlandia  |
| Totale   | 3              | 0              | 13             | 16             | 231            | 428            | 4+?     | 11+?    | 16      | 212+?   | 384+?   |                   |            |

Fonte: idrottonline.se

###### Qualificazioni
| Stagione | regular season | regular season | regular season | regular season | regular season | regular season | playoff | playoff | playoff | playoff | playoff | playoff   | playoff       |
|          | Vin            | Par            | Per            | Tot            | PF             | PS             | Vin     | Per     | Tot     | PF      | PS      | risultato | avversaria    |
| -------- | -------------- | -------------- | -------------- | -------------- | -------------- | -------------- | ------- | ------- | ------- | ------- | ------- | --------- | ------------- |
| 1996     | -              | -              | -              | -              | -              | -              | 0       | 1       | 1       | 12      | 46      |           | Svezia        |
| 1998     | -              | -              | -              | -              | -              | -              | 0       | 1       | 1       | 2       | 6       |           | Norvegia      |
| 2000     | -              | -              | -              | -              | -              | -              | 0       | 1       | 1       | ?       | ?       |           | Russia        |
| 2002     | -              | -              | -              | -              | -              | -              | 0       | 1       | 1       | 10      | 56      |           | Russia        |
| 2004     | -              | -              | -              | -              | -              | -              | 0       | 1       | 1       | 13      | 21      |           | Finlandia     |
| 2006     | -              | -              | -              | -              | -              | -              | 1       | 0       | 1       | 20      | 6       |           | Svizzera      |
| 2008     | -              | -              | -              | -              | -              | -              | 1       | 0       | 1       | 34      | 6       |           | Svizzera      |
| 2011     | -              | -              | -              | -              | -              | -              | 1       | 0       | 1       | 20      | 14      |           | Finlandia     |
| 2013     | -              | -              | -              | -              | -              | -              | 2       | 0       | 2       | 54      | 25      |           | Svezia        |
| 2015     | 2              | 0              | 0              | 2              | 62             | 19             | -       | -       | -       | -       | -       | -         | Gran Bretagna |
| Totale   | 2              | 0              | 0              | 2              | 62             | 19             | 5       | 5       | 10      | 165+?   | 170+?   |           |               |

Fonte: idrottonline.se

#### Campionato nordico
| Stagione | regular season | regular season | regular season | regular season | regular season | regular season | playoff | playoff | playoff | playoff | playoff | playoff       | playoff    |
|          | Vin            | Par            | Per            | Tot            | PF             | PS             | Vin     | Per     | Tot     | PF      | PS      | risultato     | avversaria |
| -------- | -------------- | -------------- | -------------- | -------------- | -------------- | -------------- | ------- | ------- | ------- | ------- | ------- | ------------- | ---------- |
| 1997     | -              | -              | -              | -              | -              | -              | 0+?     | 0+?     | 2       | ?       | ?       | ?             | Norvegia   |
| 2001     | 0              | 0              | 2              | 2              | 7              | 104            | -       | -       | -       | -       | -       | Terzo posto   | -          |
| 2003     | -              | -              | -              | -              | -              | -              | ?       | ?       | 2       | 6+?     | 7+?     | ?             | Norvegia   |
| 2005     | -              | -              | -              | -              | -              | -              | 1       | 1       | 2       | 31      | 24      | Secondo posto | Finlandia  |
| 2007     | -              | -              | -              | -              | -              | -              | 0+?     | 1+?     | 2       | 0+?     | 27+?    | ?             | Norvegia   |
| 2009     | -              | -              | -              | -              | -              | -              | 0+?     | 1+?     | 2       | 11+?    | 33+?    | Secondo posto | Svezia     |
| 2010     | -              | -              | -              | -              | -              | -              | 0+?     | 1+?     | 2       | 13+?    | 34+?    | ?             | ?          |
| 2012     | 1              | 0              | 1              | 2              | 52             | 66             | -       | -       | -       | -       | -       | Secondo posto | Svezia     |
| 2014     | 0              | 0              | 2              | 2              | 30             | 61             | -       | -       | -       | -       | -       | Terzo posto   | Finlandia  |
| 2016     | 0              | 0              | 2              | 2              | 27             | 104            | -       | -       | -       | -       | -       | Terzo posto   | Svezia     |
| 2018     | -              | -              | -              | -              | -              | -              | 0       | 2       | 2       | 18      | 74      | Quarto posto  | Norvegia   |
| Totale   | 1              | 0              | 7              | 8              | 116            | 335            | 1+?     | 6+?     | 14      | 79+?    | 199+?   |               |            |

Fonte: idrottonline.se

### Riepilogo partite disputate
| Anno              | Luogo        | Evento             | Fase del torneo       | Incontro                  | Risultato    |
| 1994              | Berlino      | Europeo            | Girone                | Gran Bretagna - Danimarca | 13 - 12      |
| 1994              | Berlino      | Europeo            | Girone                | Francia - Danimarca       | 33 - 9       |
| 1994              | Berlino      | Europeo            | Girone                | Finlandia - Danimarca     | 68 - 0       |
| 1994              | Berlino      | Europeo            | Finale 9º - 10º posto | Danimarca - Svizzera      | ? - ?        |
| 1996              | Danimarca    | Europeo            | Qualificazioni        | Danimarca - Svezia        | 12 - 46      |
| 1997              | Västerås     | Campionato nordico | Semifinale            | Finlandia - Danimarca     | 72 - 6       |
| 1997              | Västerås     | Campionato nordico | Finale 3º - 4º posto  | Danimarca - Norvegia      | ? - ?        |
| 1998              | Norvegia     | Europeo            | Qualificazioni        | Norvegia - Danimarca      | 6 - 2        |
| 2000              | Russia       | Europeo            | Qualificazioni        | Russia - Danimarca        | v - p        |
| 2001              | Helsinki     | Campionato nordico | Girone                | Svezia - Danimarca        | 58 - 7       |
| 2001              | Helsinki     | Campionato nordico | Girone                | Finlandia - Danimarca     | 46 - 0       |
| 2002              | Mosca        | Europeo            | Qualificazioni        | Russia - Danimarca        | 56 - 10      |
| 2003              | Oslo         | Campionato nordico | Semifinale            | Finlandia - Danimarca     | 7 - 6        |
| 2003              | Oslo         | Campionato nordico | Finale 3º - 4º posto  | Danimarca - Norvegia      | ? - ?        |
| 2004              | Helsinki     | Europeo            | Qualificazioni        | Finlandia - Danimarca     | 21 - 13      |
| 2004              | Mosca        | Europeo            | Girone                | Russia - Danimarca        | 37 - 3       |
| 2004              | Mosca        | Europeo            | Girone                | Danimarca - Francia       | 0 - 41       |
| 2004              | Mosca        | Europeo            | Girone                | Rep. Ceca - Danimarca     | 3 - 7        |
| 2004              | Mosca        | Europeo            | Finale 5º - 6º posto  | Svezia - Danimarca        | 10 - 7       |
| 2005              | Tyresö       | Campionato nordico | Semifinale            | Svezia - Danimarca        | 0 - 21       |
| 2005              | Tyresö       | Campionato nordico | Finale                | Finlandia - Danimarca     | 24 - 10      |
| 2006              | Danimarca    | Europeo            | Qualificazioni        | Danimarca - Svizzera      | 20 - 6       |
| 2006              | Stoccolma    | Europeo            | Girone                | Austria - Danimarca       | 35 - 14      |
| 2006              | Stoccolma    | Europeo            | Girone                | Danimarca - Germania      | 12 - 47      |
| 2006              | Stoccolma    | Europeo            | Girone                | Danimarca - Rep. Ceca     | 35 - 7       |
| 2006              | Stoccolma    | Europeo            | Finale 5º - 6º posto  | Russia - Danimarca        | 28 - 0       |
| 2007              | Aalborg      | Campionato nordico | Semifinale            | Danimarca - Svezia        | 0 - 27       |
| 2007              | Aalborg      | Campionato nordico | Finale 3º - 4º posto  | Danimarca - Norvegia      | ? - ?        |
| 12 aprile 2008    | Helsingør    | Europeo            | Qualificazioni        | Danimarca - Svizzera      | 34 - 6       |
| 12 luglio 2008    | Siviglia     | Europeo            | Girone                | Danimarca - Austria       | 14 - 35      |
| 15 luglio 2008    | Siviglia     | Europeo            | Girone                | Danimarca - Germania      | 7 - 20       |
| 17 luglio 2008    | Siviglia     | Europeo            | Girone                | Danimarca - Finlandia     | 46 - 6       |
| 20 luglio 2008    | Siviglia     | Europeo            | Finale 3º - 4º posto  | Francia - Danimarca       | 28 - 14      |
| 2009              | Kristiansand | Campionato nordico | Semifinale            | Finlandia - Danimarca     | p - v        |
| 2009              | Kristiansand | Campionato nordico | Finale                | Svezia - Danimarca        | 33 - 11      |
| 2010              | Vantaa       | Campionato nordico | Semifinale            | Svezia - Danimarca        | 34 - 13      |
| 2010              | Vantaa       | Campionato nordico | Finale                | Danimarca - ?             | ? - ?        |
| 30 aprile 2011    | Danimarca    | Europeo            | Qualificazioni        | Danimarca - Finlandia     | 20 - 14      |
| 30 agosto 2011    | Siviglia     | Europeo            | Girone                | Austria - Danimarca       | 21 - 16      |
| 1º settembre 2011 | Siviglia     | Europeo            | Girone                | Danimarca - Germania      | 7 - 12       |
| 3 settembre 2011  | Siviglia     | Europeo            | Finale 5º - 6º posto  | Danimarca - Spagna        | 41 - 3       |
| 2012              | Örebro       | Campionato nordico | Girone                | Danimarca - Finlandia     | 32 - 26 o.t. |
| 2012              | Örebro       | Campionato nordico | Girone                | Danimarca - Svezia        | 20 - 40      |
| 6 aprile 2013     | Gentofte     | Europeo            | Qualificazioni        | Danimarca - Finlandia     | 27 - 6       |
| 20 agosto 2013    | Kristianstad | Europeo            | Qualificazioni        | Svezia - Danimarca        | 19 - 27      |
| 23 agosto 2013    | Düsseldorf   | Europeo            | Semifinale            | Danimarca - Francia       | 27 - 33      |
| 25 agosto 2013    | Colonia      | Europeo            | Finale 3º - 4º posto  | Germania - Danimarca      | 48 - 18      |
| 2014              | Rønne        | Campionato nordico | Girone                | Danimarca - Svezia        | 20 - 26      |
| 2014              | Rønne        | Campionato nordico | Girone                | Finlandia - Danimarca     | 35 - 10      |
| 8 maggio 2015     | Vejle        | Europeo            | Qualificazioni        | Danimarca - Gran Bretagna | 31 - 19      |
| 10 maggio 2015    | Vejle        | Europeo            | Qualificazioni        | Danimarca - Svezia        | 31 - 0       |
| 25 giugno 2015    | Dresda       | Europeo            | Semifinale            | Austria - Danimarca       | 41 - 6       |
| 27 giugno 2015    | Dresda       | Europeo            | Finale 3º - 4º posto  | Danimarca - Francia       | 14 - 0       |
| 2016              | Vantaa       | Campionato nordico | Girone                | Danimarca - Finlandia     | 14 - 56      |
| 2016              | Vantaa       | Campionato nordico | Girone                | Svezia - Danimarca        | 48 - 13      |
| 12 luglio 2017    | Gentofte     | Campionato europeo | Girone                | Danimarca - Finlandia     | 35 - 34      |
| 14 luglio 2017    | Gentofte     | Campionato europeo | Girone                | Danimarca - Svezia        | 14 - 26      |
| 17 ottobre 2018   | Kristianstad | Campionato nordico | Semifinale            | Finlandia - Danimarca     | 39 - 6       |
| 21 ottobre 2018   | Kristianstad | Campionato nordico | Finale 3º - 4º posto  | Norvegia - Danimarca      | 35 - 12      |
| 29 luglio 2019    | Bologna      | Europeo            | Quarti di finale      | Danimarca - Italia        | 17 - 6       |
| 1º agosto 2019    | Bologna      | Europeo            | Semifinale            | Danimarca - Austria       | 6 - 45       |
| 4 agosto 2019     | Bologna      | Europeo            | Finale 3º - 4º posto  | Francia - Danimarca       | 42 - 15      |
| 7 luglio 2022     | Vienna       | Europeo A          | Semifinale            | Austria - Danimarca       | 23 - 7       |
| 10 luglio 2022    | Vienna       | Europeo A          | Finale 3º - 4º posto  | Francia - Danimarca       | 0 - 3        |
| 9 aprile 2023     | Kristianstad | Europeo A          | Semifinale            | Svezia - Danimarca        | 31 - 17      |
| 16 settembre 2023 | Vantaa       | Europeo A          | Finale 3º - 4º posto  | Finlandia - Danimarca     | 28 - 22      |

## Confronti con le altre Nazionali
Questi sono i saldi della Danimarca nei confronti delle Nazionali incontrate.

### Saldo positivo
| Nazionale | Giocate | Vinte | Pareggiate | Perse | PF   | PS   | Ultima vittoria | Ultimo pari | Ultima sconfittaù |
| --------- | ------- | ----- | ---------- | ----- | ---- | ---- | --------------- | ----------- | ----------------- |
| Svizzera  | 3       | 2+?   | ?          | ?     | 54+? | 12+? | 2008            | ?           | ?                 |
| Rep. Ceca | 2       | 2     | 0          | 0     | 42   | 10   | 2006            | -           | -                 |
| Spagna    | 1       | 1     | 0          | 0     | 41   | 3    | 2011            | -           | -                 |
| Italia    | 1       | 1     | 0          | 0     | 17   | 6    | 2019            | -           | -                 |

### Saldo in pareggio
| Nazionale     | Giocate | Vinte | Pareggiate | Perse | PF | PS | Ultima vittoria | Ultimo pari | Ultima sconfitta |
| ------------- | ------- | ----- | ---------- | ----- | -- | -- | --------------- | ----------- | ---------------- |
| Gran Bretagna | 2       | 1     | 0          | 1     | 43 | 32 | 2015            | -           | 1994             |

### Saldo negativo
| Nazionale | Giocate | Vinte | Pareggiate | Perse | PF    | PS    | Ultima vittoria | Ultimo pari | Ultima sconfitta |
| --------- | ------- | ----- | ---------- | ----- | ----- | ----- | --------------- | ----------- | ---------------- |
| Finlandia | 16      | 6     | 0          | 10    | 276+? | 472+? | 2017            | -           | 2023             |
| Francia   | 7       | 2     | 0          | 5     | 82    | 177   | 2022            | -           | 2019             |
| Svezia    | 14      | 3     | 0          | 11    | 213   | 398   | 2015            | -           | 2023             |
| Germania  | 4       | 0     | 0          | 4     | 44    | 127   | -               | -           | 2013             |
| Russia    | 4       | 0     | 0          | 4     | 13?   | 121?  | -               | -           | 2006             |
| Austria   | 6       | 0     | 0          | 6     | 63    | 200   | -               | -           | 2022             |

### Dati incompleti
| Nazionale | Giocate | Vinte | Pareggiate | Perse | PF   | PS   | Ultima vittoria | Ultimo pari | Ultima sconfitta |
| --------- | ------- | ----- | ---------- | ----- | ---- | ---- | --------------- | ----------- | ---------------- |
| Norvegia  | 5       | ?     | ?          | 2+?   | 14+? | 41+? | ?               | ?           | 2018             |